# دين كيني
دين كيني (بالإنجليزية: Dean Kenny)‏ هو لاعب اتحاد الرغبي نيوزلندي، ولد في 22 مايو 1961 في Woodville, New Zealand ‏ في نيوزيلندا.